# 迪安娜·诺兰
迪安娜·妮科尔·“翠迪”·诺兰（英語：Deanna Nicole "Tweety" Nolan，1979年8月25日—），美国/俄罗斯职业篮球运动员，曾效力于俄罗斯超级联赛的UMMC叶卡捷琳堡队及俄罗斯女子国家篮球队。她的原名是迪安娜（Deana），但在2000年合法改为迪安娜（Deanna）。 